# Distrito de Südoststeiermark
El distrito de Südoststeiermark se encuentra al sureste del estado de Estiria, Austria, junto a la frontera con el estado de Burgenland y con Eslovenia. Se compone de las siguientes localidades, con población a principio de 2018:

- Bad Gleichenberg 5,314
- Bad Radkersburg 3,156
- Deutsch Goritz 1,816
- Edelsbach bei Feldbach 1,342
- Eichkögl 1,310
- Fehring 7,284
- Feldbach 13,369
- Gnas 6,046
- Halbenrain 1,747
- Jagerberg 1,653
- Kapfenstein 1,557
- Kirchbach in der Steiermark 3,264
- Kirchberg an der Raab 4,488
- Klöch 1,192
- Mettersdorf am Saßbach 1,282
- Mureck 3,551
- Paldau 3,130
- Pirching am Traubenberg 2,567
- Riegersburg 4,922
- Sankt Anna am Aigen 2,334
- Sankt Peter am Ottersbach 2,950
- Sankt Stefan im Rosental 3,947
- Straden 3,601
- Tieschen 1,260
- Unterlamm 1,264